# IrLAN
Das IrLAN-Protokoll (von engl. Infrared Local Area Network) bietet die Möglichkeit ein Gerät über Infrarot-Schnittstellen in ein LAN einzubinden. Dabei definiert das IrLAN-Protokoll eine Vollduplex-Schnittstelle zwischen dem Client und einem Server. Ein IrLAN-Client baut die Verbindung zu einem IrLAN-Server auf. Über diese Verbindung (Datenkanal) können dann LAN-Pakete gesendet und empfangen werden. Im IrLAN-Peer-to-Peer-Modus besitzt jede Station sowohl einen Client als auch einen Provider. Da jetzt beide die Verbindungen öffnen könnten, wird mittels eines Protokolls entschieden, welcher die Verbindung aufbaut.
Der Client baut die Verbindung auf, indem er im Information Access Service (IAS) des Servers Informationen ausliest und dadurch den IrLMP-LSAP (Logical Service Access Point) spezifiziert. Der Client baut damit einen Kontrollkanal auf, über welchen dann die Kanal-Charakteristika des Datenkanals ausgehandelt werden. Danach wird der Datenkanal geöffnet und konfiguriert. Konfigurationen werden durch den Kontrollkanal gesetzt. Der Datenkanal wird nur für die Übertragung von Paketen im Format des LANs benutzt. Die IrLAN-Verbindung wird entweder vom Benutzer oder Verbindungs-Time-out abgebrochen.